# 圣瑞斯特沙莱桑
圣瑞斯特沙莱桑（法語：Saint-Just-Chaleyssin，法語發音：[sɛ̃ ʒɥ(st) ʃalesɛ̃]）是法国伊泽尔省的一个市镇，属于维埃纳区。该市镇总面积13.95平方公里，2009年时的人口为2471人。

## 人口
圣瑞斯特沙莱桑人口变化图示